# Heterotristicha schroederi
Heterotristicha schroederi là một loài thực vật có hoa trong họ Podostemaceae. Loài này được Tobler mô tả khoa học đầu tiên năm 1953.